# Adaora Lily Ulasi
Adaora Lily Ulasi, née en 1932 et décédée le 21 février 2016, est une écrivain et une journaliste nigériane. En tant que journaliste elle travaille pour la BBC et Voice of America. Romancière, elle est la première nigériane à écrire des romans policiers, en anglais, adaptant le genre du thriller criminel aux peuples Igbo et Yoruba.

## Romans
- Many Thing You No Understand
- Many Thing Begin For Change
- The Night Harry Died
- Who Is Jonah?
- The Man From Sagamu[2]